# Digama albescens
Digama albescens är en fjärilsart som beskrevs av Emilio Berio 1941. Digama albescens ingår i släktet Digama och familjen björnspinnare. Inga underarter finns listade i Catalogue of Life.